# Arquivo do Terror
Os Arquivos do Terror (em espanhol: Archivos del Terror) são uma coleção de documentos que descrevem algumas das atividades ilícitas realizadas pela força policial secreta durante a ditadura militar de Alfredo Stroessner, de 1954 a 1989. Os documentos foram encontrados originalmente em 22 de dezembro de 1992 pelo advogado e ativista de direitos humanos, Martín Almada e pelo juiz José Augustín Fernández, em uma delegacia de polícia em Lambaré, nos subúrbios de Assunção, a capital do Paraguai. Os documentos foram utilizados na tentativa de processar Augusto Pinochet, em casos de violação aos direitos humanos na Argentina e no Chile, para provar a existência da Operação Condor.

## Visão geral
Em 22 de dezembro de 1992, o juiz José Augustín Fernández e o professor e advogado Martín Almada se deslocaram à uma delegacia de Lambaré para procurar arquivos de um ex-prisioneiro. Em vez disso, eles encontraram arquivos descrevendo o destino de milhares de latino-americanos que haviam sido sequestrados, torturados e mortos secretamente pelos serviços de segurança da Argentina, Bolívia, Brasil, Chile, Paraguai e Uruguai com a cooperação da CIA, esquema conhecido como Operação Condor.
Os "arquivos terroristas" registravam 50.000 pessoas assassinadas, 30.000 desaparecidos, e 400.000 presos. Eles também revelaram que outros países, como Colômbia e Peru e Venezuela cooperaram, em vários graus, fornecendo informações de inteligência solicitadas pelos serviços de segurança dos países do Cone Sul. Alguns desses países usaram partes dos arquivos, agora na Suprema Corte do Paraguai, para processar ex-oficiais militares. Grande parte do caso apresentado contra o general chileno Augusto Pinochet pelo juiz espanhol Baltasar Garzón foi feito usando esses arquivos. Almada, ele mesmo vítima da Operação Condor, foi entrevistado duas vezes por Baltasar Garzón.

"(Os documentos) são uma montanha de ignomínia, de mentiras, que Stroessner (ditador do Paraguai até 1989) usou por 40 anos para chantagear o povo paraguaio" - Martín Almada
Ele deseja que a UNESCO liste os "arquivos terroristas" como um local cultural internacional, pois isso facilitaria muito o acesso ao financiamento para preservar e proteger os documentos. Em maio de 2000, uma missão da UNESCO visitou Assunção, após um pedido das autoridades paraguaias, para ajudar a colocar esses arquivos no Registo da Memória do Mundo, um elemento de um programa destinado a salvaguardar e promover o patrimônio documental da humanidade para garantir que os registros sejam mantidos. preservado e disponível para consulta.